# Canon (manga)
Canon (カノン Kanon) là một shōjo manga do Shiomi Chika sáng tác. Bộ truyện được đăng lần đầu từ năm 1994 đến 1996 trên tạp chí Mystery EX của Akita Shoten, và các chương đơn đã được phát hành thành bốn tankōbon. Tác phẩm được CMX Manga cấp phép và phát hành trọn bộ bốn tập bằng tiếng Anh.